# Villstad kyrkbys naturvårdsområde
Villstad kyrkbys naturvårdsområde är ett naturvårdsområde (sedan  1998 likvärdigt med ett naturreservat) i Villstads socken i Gislaveds kommun i Jönköpings län.
Naturvårdsområde omfattar byn och jordbruksområdet omkring Villstad. Området är 130 hektar stort och består av ett jordbrukslandskap. Här finns ett öppna landskapmed jätteekar och alléträd med höga naturvärden. Lavfloran är rik och man kan finna den ovanliga blomskägglaven.